# Mademoiselle Yulia
 (octobre 2015).
Mademoiselle Yulia (マドモアゼル・ユリア, Madomoazeru Yuria), née le à Tokyo, est une DJ et compositrice japonaise de musique électronique, icône de la scène electro de Tokyo. Neon Spread, sa première mixtape, est sorti en août 2008. Son premier album, Mademoworld, est sorti en 2011. Son deuxième album, Whatever Harajuku, est sorti en septembre 2013.

## Biographie
Mademoiselle Yulia est née à Tokyo au Japon le 10 août 1987.

## Discographie

### Albums
- 2011 : Mademoworld
- 2013 : Whatever Harajuku

### Singles
- 2011 : Gimme Gimme

### Mixtapes
- 2008 : Neon Spread
- 2009 : Neon Spread 2